# Meridia gracilis
Meridia gracilis is een hooiwagen uit de familie Manaosbiidae.